# Rhabdoblatta intermedia
Rhabdoblatta intermedia är en kackerlacksart som först beskrevs av Hanitsch 1925.  Rhabdoblatta intermedia ingår i släktet Rhabdoblatta och familjen jättekackerlackor. Inga underarter finns listade i Catalogue of Life.